# Горбенко Геннадій Анатолійович
Геннадій Анатолійович Горбенко (22 вересня 1975  — 28 березня 2025 ) — український легкоатлет, спеціаліст із бігу на короткі дистанції та бар'єрномого бігу. Виступав за збірну України з легкої атлетики у 1994—2003 роках, чемпіон світу серед юніорів, чемпіон Універсіади 2003 року у Тегу, багаторазовий переможець та призер першостей національного значення, учасник літніх Олімпійських ігор у Сіднеї.

## Біографія
Геннадій Горбенко народився 22 вересня 1975 року. Займався легкою атлетикою у Дніпропетровську, представляв Збройні сили України та спортивне товариство «Динамо».
Вперше заявив про себе на міжнародному рівні у сезоні 1994 року, коли увійшов до складу української національної збірної та виступив на юніорській світовій першості в Лісабоні — у заліку бігу на 400 метрів із бар'єрами перевершив усіх суперників та завоював золоту медаль. Також цього сезону вперше став чемпіоном України з цієї дисципліни.
1995 року захистив звання чемпіона України. Як студент, представляв Україну на Універсіаді у Фукуоці — у фіналі 400-метрового бар'єрного бігу фінішував четвертим. Крім цього, виступив на чемпіонаті світу у Гетеборзі.
На молодіжній європейській першості 1997 року в Турку зійшов із дистанції на попередньому кваліфікаційному етапі.
Починаючи з 1999 року, протягом семи років поспіль незмінно ставав чемпіоном України в бігу на 400 метрів з бар'єрами. Серед інших досягнень цього сезону — срібна медаль в естафеті 4×100 метрів на Всесвітніх військових іграх у Загребі.
Завдяки низці вдалих виступів отримав право захищати честь країни на літніх Олімпійських іграх 2000 року в Сіднеї. У бар'єрному бігу на 400 метрів у півфіналі встановив свій особистий рекорд 48,40, а у вирішальному фінальному забігу фінішував восьмим. У програмі естафети 4×400 метрів разом із співвітчизниками Олександром Кайдашем, Романом Воронько та Євгеном Зюковим у півфіналі встановив національний рекорд України 3:02,68, але цього результату виявилося замало для виходу у фінал.
Після сіднейської Олімпіади Горбенко залишився чинним спортсменом і продовжив брати участь у найбільших міжнародних стартах. Так, у 2001 році він біг 400 метрів з бар'єрами на чемпіонаті світу в Едмонтоні, але вже під час попереднього кваліфікаційного забігу зійшов.
У 2003 році на Універсіаді в Тегу став п'ятим у 400-метровому бар'єрному бігу та завоював золоту нагороду в естафеті 4×400 метрів.
Завершив спортивну кар'єру після закінчення сезону 2006 року.
Помер 28 березня 2025 року.